# 髙﨑裕士
髙﨑裕士（たかさき ひろし、1978年6月6日 - ）は、津軽三味線奏者。身長：191cm。
熊本県熊本市出身。和楽器専門店で生まれ、12歳のときに母親から津軽三味線の手解きを受けた。兄はローカルタレントの藤本一精（2007年10月24日、イベント「日韓友情コンサート in 熊本城」に自身同士で出演した際に公表）。
日本国内だけでなく、韓国、アメリカ、イギリスでの公演も行っている。

## 来歴
- 1987年 父から三味線づくりや皮張り技術を学ぶ
- 1990年 母から津軽三味線の手解きを受け、その1ヶ月に初舞台を踏む
- 1991年 津軽三味線全日本競技大会にて金木町長賞受賞
- 1995年 熊本県高等学校器楽コンクール金賞受賞
- 1997年 熊本市文化交流財団としてアメリカ・サンアントニオ市公演、熊本県立東稜高等学校卒業
- 1999年 津軽三味線コンクール全国大会にて吉田兄弟の兄と共に準優勝、韓国・釜山公演。
- 2000年 第6回全国邦楽コンクール奨励賞受賞、ブルーノート福岡公演、北アメリカ大陸縦断公演
- 2001年 初のソロリサイタル開催、『笑っていいとも!』出演、イギリス縦断公演
- 2002年 10月17日　1stアルバム「遥〜Haruka〜」リリース、第1回全国津軽三味線大会（大阪）大賞の部 準優勝
- 2003年 韓国・ソウル公演
- 2004年 玄海竜二と共にロサンゼルス、ラスベガス公演
- 2005年 7月1日　2ndアルバム　「永遠〜かなた〜」リリース
- 2006年 初の全国ツアーを行う、『開運!なんでも鑑定団』に挿入曲が起用される。
- 2007年 ニューヨークのカーネギー・ホールでのメインホール公演にて、ユニセフ関連コンサートにて大成功を収める。
- 2008年 韓国・蔚山公演
- 2009年 11月、チュニジア共和国公演。
- 2010年 4月7日1stDVD「HIROSHI TAKASAKI LIVE 2009」リリース。
- 2010年　6月フランス・パリ公演。同月、20周年を迎える。
- 2011年1月22日 1年3カ月をかけ取材された、20周年特別企画ドキュメンタリー1時間番組『夢よ伝われ！世界へ子どもたちへ』放送。
- 2011年2月28日　1stシングル「Seasons 〜シーズンズ〜」リリース。同日、高崎裕士20周年記念コンサート〜飛翔〜開催。(崇城大学市民ホール　旧：熊本市民会館)
- 2013年1月　ブラジル公演。
- 2014年3月　ハワイ公演。第20回ホノルルフェスティバルグラントパレード・オープニングアクトを務める。
- 2015年11月2日〜現在　創作居酒屋・旬酔かなで[注 1]プロデュース
  - KKT(くまもと県民テレビ)夕方ワイド『テレビタミン』にゲストコメンテーターとしても活躍。KABくまパワのゲストコメンテーターとしても活躍。
- 2016年12月2日　25周年記念Bestアルバム［軌跡〜Kiseki〜］17曲入りをリリース。
- 2017年3月 熊本地震の震源地・益城町の益城町復興大使に就任[1]。災害ボランティアチーム・和っしょい支援部隊を結成し、災害地への復興支援も行っている。

## ディスコグラフィ

### シングル
| 枚  | 発売日        | タイトル              | 規格品番  |
| --- | ------------- | --------------------- | --------- |
| 1st | 2011年2月28日 | Seasons〜シーズンズ〜 | THCD-1643 |

### アルバム
| 枚  | 発売日         | タイトル       | 規格品番  |
| --- | -------------- | -------------- | --------- |
| 1st | 2002年10月17日 | 遥〜Haruka〜   | THCD-1641 |
| 2nd | 2005年7月1日   | 永遠〜かなた〜 | THCD-1642 |

### 映像作品
| 枚  | 発売日            | タイトル                   | 規格品番  |
| --- | ----------------- | -------------------------- | --------- |
| 1st | 2010年4月7日(DVD) | HIROSHI TAKASAKI LIVE 2009 | THDV-1641 |